# Vilkpėdė
Vilkpėdė seniūnija (litauisk: Vilkpėdės seniūnija) er en bydel i Vilnius på sydsiden af Neris, vest for centrum.
Vilkpėdė seniūnija består af kvarteret (litauisk: Miesto dalis (mikrorajonas)): Vilkpėdė.
Vingio parkas, der med sine 162 ha er den største park i Vilnius, ligger i den nordlige del af Vilkpėdė ved en bugtning i Neris. Parken benyttes til at afholdelse af koncerter og andre kulturelle arrangementer.

## Galleri
- Scenen i Vingio parkas